# Флегматизатори

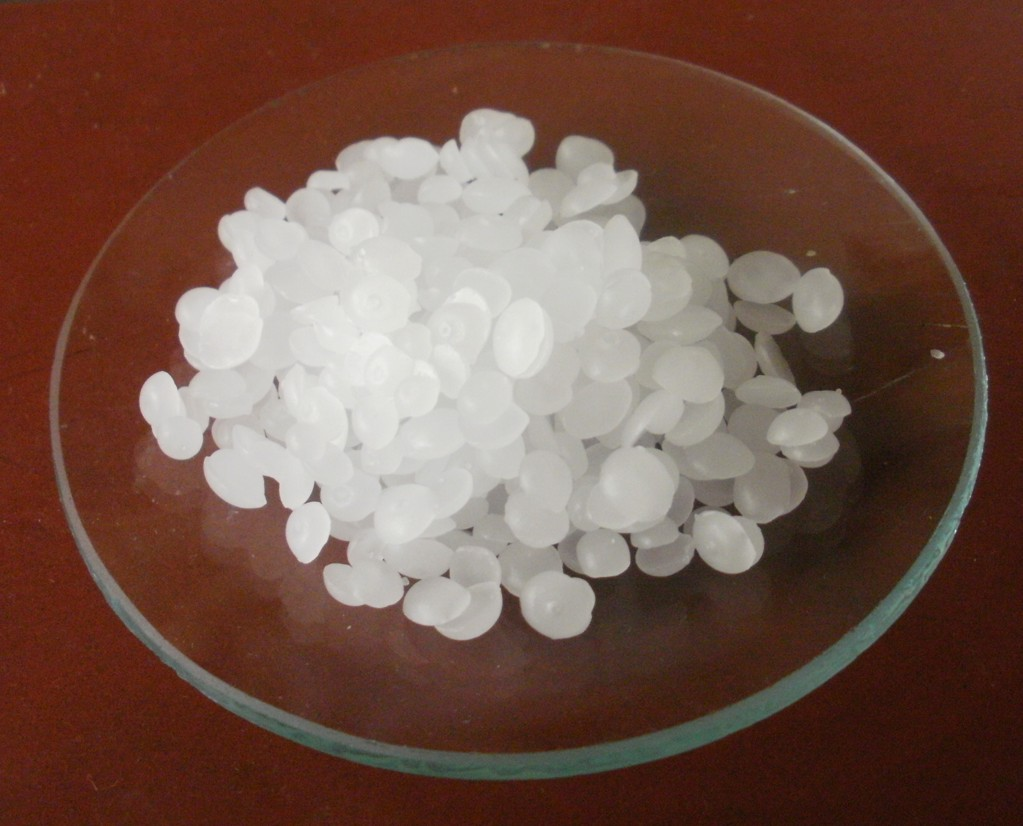
Гранули парафіну: універсальний, недорогий і популярний флегматизаційний агент, який використовується в фугасних начинках різних боєприпасів

Флегматизатор — речовина, рідка, тверда або порошкоподібна, що застосовується як домішка до вибуховій речовині (ВР) для зниження чутливості до зовнішніх впливів (удару, тертя, іскри, тощо).
Найчастіше як флегматизатор використовують нафтопродукти з температурою плавлення 50-80 ° С (парафіни, стеарин, віск, вазелін і ін.), синтетичні полімери або їх суміші. Часто до складу флегматизатора вводять барвник, що надає забарвлення зарядам ВР.